# Glenford

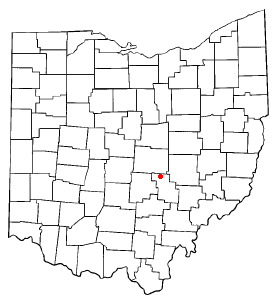
Lokalizacja na mapie stanu Ohio

Glenford – wieś w USA, w stanie Ohio, w hrabstwie Perry.
Liczba mieszkańców w 2000 roku wynosiła 198.